# Rubanî, Kobeleakî
Rubanî (în ucraineană Рубани) este un sat în comuna Jukî din raionul Kobeleakî, regiunea Poltava, Ucraina.

## Demografie
Componența lingvistică a localității Rubanî
     Ucraineană (98,67%)
     Rusă (1,33%)
Conform recensământului din 2001, majoritatea populației localității Rubanî era vorbitoare de ucraineană (98,67%), existând în minoritate și vorbitori de rusă (1,33%).